# Wolfgang Arno Gogolin
Wolfgang Arno Gogolin (* 1957 in Hamburg) ist ein deutscher Schriftsteller.

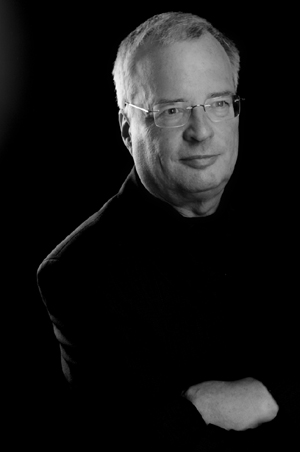
Wolfgang Arno Gogolin, 2014

## Leben
Gogolin absolvierte nach dem Abitur im Christianeum zunächst eine Ausbildung zum Diplom-Rechtspfleger und arbeitete einige Jahre als Standesbeamter, bevor 2002 sein erstes Buch Karawane des Grauens erschien. Nach dieser Abrechnung mit dem Beamtendasein folgte im Jahre 2004 die Veröffentlichung Der Puppenkasper. Weibliche Macht – Männliche Ohnmacht, eine  Betrachtung der Frauenbewegung und ihrer Folgen für die Männlichkeit. 2006 setzte er sich in der Kurzgeschichtensammlung Beamte und Erotik erneut mit dem Beamtenleben auseinander.
Gogolin war Mitglied des Hamburger Kulturpunktes und von 2008 bis April 2020 auch 1. Vorsitzender des Vereins Kulturhaus Dehnhaide e.V. im Barmbek°Basch.
Wolfgang Gogolin lebt und arbeitet in Hamburg.

## Werke
- Als Jesus aus den Wolken fiel. Roman. Karina Verlag, Wien 2022, ISBN 978-3-903161-84-9.
- Französisch von unten – Sieben Todsünden. Roman. Karina Verlag, Wien 2021, ISBN 978-3-96966-462-9.
- Französisch von unten – Siebenmal geplagt. Roman. Karina Verlag, Wien 2020, ISBN 978-3-96698-086-9.
- Französisch von unten – Leben mal sieben. Roman. Karina Verlag, Wien 2019, ISBN 978-3-96443-995-6.
- Das Vermächtnis der verlorenen Zeit. Roman. Brokatbook Verlag, Dresden 2018, ISBN 978-1-9807-7809-7.
- Rotblaue Nelken. Roman. Aavaa Verlag, Berlin 2017, ISBN 978-3-8459-2334-5.
- Dunkles Licht in heller Nacht. Roman. Oldigor Verlag, Rhede 2013, ISBN 978-3-945016-06-0.
- Schlafen bei Licht. Roman. Mohland Verlag, Goldebek 2011, ISBN 978-3-86675-145-3.
- Geist der Venus. Kurzgeschichten. Mohland Verlag, Goldebek 2010, ISBN 978-3-86675-117-0.
- Eintritt frei für Männer. Roman. Pauerstoff Verlag, Hamburg 2008, ISBN 978-3-9810113-4-0.
- Beamte und Menschen. Kurzgeschichten. traveldiary, Hamburg 2007, ISBN 978-3-937274-98-0.
- Beamte und Erotik. Kurzgeschichten. traveldiary, Hamburg 2005, ISBN 978-3-937274-96-6.

### Herausgeber
- Spät-Lese. Anthologie. elbaol Verlag, 2011, ISBN 978-3-939771-19-7.
- Mary Shelley: Mathilda. Novelle. Ins Deutsche übersetzt von Ralf Fletemeier. BoD Norderstedt, 2023, ISBN 978-3-7578-1618-6
- Mary Shelley: Der Traum. Kurzgeschichten (Der Traum / Eine Geschichte der Leidenschaften / Ferdinando Eboli – Eine Erzählung). Ins Deutsche übersetzt von Ralf Fletemeier, BoD Norderstedt, 2023, ISBN 978-3-7578-1552-3
- Mary Shelley: Das unsichtbare Mädchen. Romantische Kurzgeschichten (Das unsichtbare Mädchen / Eine Braut im modernen Italien / Die Aufsteigerin / Die Pilger). Ins Deutsche übersetzt von Ralf Fletemeier, BoD Norderstedt, 2023, ISBN 978-3-7578-1754-1